# 24144 Philipmocz
24144 Philipmocz là một tiểu hành tinh vành đai chính với chu kỳ quỹ đạo là 1796.9242945 ngày (4.92 năm).
Nó được phát hiện ngày 12 tháng 11 năm 1999.